# Phyllanthus kampotensis
Phyllanthus kampotensis är en emblikaväxtart som beskrevs av Lucien Beille. Phyllanthus kampotensis ingår i släktet Phyllanthus och familjen emblikaväxter. Inga underarter finns listade i Catalogue of Life.